# Canton d'Ouistreham
Le canton d'Ouistreham est une division administrative française située dans le département du Calvados et la région Normandie. À la suite du redécoupage cantonal de 2014, les limites territoriales du canton sont remaniées. Le nombre de communes du canton passe de 7 à 11.

## Histoire
Le canton a été créé pour l'élection de 1982 en prélevant sept communes au canton de Douvres-la-Délivrande.
À la suite du redécoupage des cantons pour 2015, toutes les communes sont  à nouveau rattachées au canton d'Ouistreham auquel s'ajoutent une commune du canton de Creully (Cambes-en-Plaine) et trois du canton de Douvres-la-Délivrande (Hermanville-sur-Mer, Lion-sur-Mer et Mathieu).

## Géographie
Ce canton est organisé autour d'Ouistreham dans l'arrondissement de Caen. Son altitude varie de 0 m (Blainville-sur-Orne) à 58 m (Biéville-Beuville) pour une altitude moyenne de 22 m.

## Représentation

### Représentation avant 2015
Création du canton en 1982.
| Période | Période | Identité     | Étiquette | Qualité                                                                                        |
| ------- | ------- | ------------ | --------- | ---------------------------------------------------------------------------------------------- |
| 1982    | 2015    | André Ledran | PS        | Professeur agrégé d'histoire-géographie, maire d'Ouistreham de 1983 à 2014, député (1986-1988) |

Le canton participe à l'élection du député de la cinquième circonscription du Calvados jusqu'aux élections législatives de 2012, puis de celui de la quatrième après le redécoupage des circonscriptions.

### Représentation à partir de 2015
| Période élective | Période élective | Mandat | Mandat   | Identité       | Nuance | Nuance | Qualité |
| ---------------- | ---------------- | ------ | -------- | -------------- | ------ | ------ | --- |
| 2015             | 2021             | 2015   | 2021     | Michel Fricout |        | LR     | Chef d'entreprise et président du Medef de Basse-Normandie adjoint au maire d'Ouistreham (2014→2020) 15e vice-président du conseil départemental |
| 2015             | 2021             | 2015   | 2021     | Claire Trouvé  |        | LR     | adjointe au maire de Caen (2001→2007) |
| 2021             | 2028             | 2021   | en cours | Christine Even |        | DVD    | Médecin généraliste (retraitée), Mathieu |
| 2021             | 2028             | 2021   | en cours | Michel Fricout |        | DVD    | Retraité du BTP, Ouistreham, 12e vice-président du conseil départemental                                                                         |

Michel Fricout a quitté LR.

### Résultats détaillés

#### Élections de mars 2015
À l'issue du 1er tour des élections départementales de 2015, deux binômes sont en ballottage : Daniel Françoise et Clémentine Le Marrec (PS, 36,45 %) et Michel Fricout et Claire Trouvé (UMP, 35,58 %). Le taux de participation est de 52,3 % (13 850 votants sur 26 480 inscrits) contre 51,43 % au niveau départemental et 50,17 % au niveau national.
Au second tour, Michel Fricout et Claire Trouvé (UMP) sont élus avec 51,27 % des suffrages exprimés et un taux de participation de 51,2 % (6 410 voix pour 13 560 votants et 26 482 inscrits).

#### Élections de juin 2021
Le second tour des élections est marqué une nouvelle fois par une abstention massive équivalente au premier tour. Les taux de participation sont de 34,3 % au niveau national, 34,65 % dans le département et 37,52 % dans le canton d'Ouistreham. Christine Even et Michel Fricout (DVD) sont élus avec 52,67 % des suffrages exprimés (5 184 voix pour 10 532 votants et 28 068 inscrits),,. 
Le premier tour des élections départementales de 2021 est marqué par un très faible taux de participation (33,26 % au niveau national). Dans le canton d'Ouistreham, ce taux de participation est de 37,06 % (10 387 votants sur 28 029 inscrits) contre 34,31 % au niveau départemental. À l'issue de ce premier tour, deux binômes sont en ballottage : Christine Even et Michel Fricout (DVD, 29,22 %) et Sophie Börner et Arthur Delaporte (Union à gauche avec des écologistes, 26,51 %).
Le second tour des élections est marqué une nouvelle fois par une abstention massive équivalente au premier tour. Les taux de participation sont de 34,3 % au niveau national, 34,65 % dans le département et 37,52 % dans le canton d'Ouistreham. Christine Even et Michel Fricout (DVD) sont élus avec 52,67 % des suffrages exprimés (5 184 voix pour 10 532 votants et 28 068 inscrits),,.

## Composition

### Composition avant 2015

Situation du canton dans l'arrondissement de Caen.

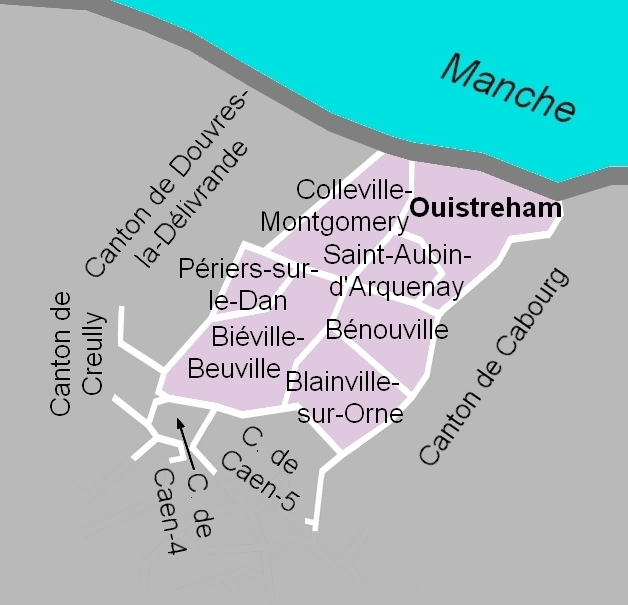
La carte des communes du canton, sur le littoral de la Manche. Les cantons limitrophes étaient ceux de Cabourg, de Caen-5, de Caen-4, de Creully et de Douvres-la-Délivrande.

Le canton d'Ouistreham comptait sept communes.
| Nom                    | Code Insee | Codepostal | Superficie (km2) | Population (dernière pop. légale) | Densité (hab./km2) |
| ---------------------- | ---------- | ---------- | ---------------- | --------------------------------- | ------------------ |
| Ouistreham (chef-lieu) | 14488      | 14150      | 9,95             | 9 452 (2012)                      | 950                |
| Bénouville             | 14060      | 14970      | 5,28             | 2 099 (2012)                      | 398                |
| Biéville-Beuville      | 14068      | 14112      | 11,15            | 2 548 (2012)                      | 229                |
| Blainville-sur-Orne    | 14076      | 14550      | 7,11             | 5 538 (2012)                      | 779                |
| Colleville-Montgomery  | 14166      | 14880      | 7,74             | 2 294 (2012)                      | 296                |
| Périers-sur-le-Dan     | 14495      | 14112      | 2,95             | 503 (2012)                        | 171                |
| Saint-Aubin-d'Arquenay | 14558      | 14970      | 3,29             | 782 (2012)                        | 238                |

### Ancienne commune
La commune de Biéville-sur-Orne, associée le 1er octobre 1972 à Beuville puis totalement fusionnée le 1er octobre 1982, était la seule commune supprimée, depuis la création des communes sous la Révolution, incluse dans le territoire du canton d'Ouistreham antérieur à 2015. La commune formée à l'association a pris le nom de Biéville-Beuville.

## Composition après 2015
Le nouveau canton d'Ouistreham comprenait onze communes entières à sa création.
| Nom                                | Code Insee | Intercommunalité | Superficie (km2) | Population (dernière pop. légale) | Densité (hab./km2) | Modifier                                    |
| ---------------------------------- | ---------- | ---------------- | ---------------- | --------------------------------- | ------------------ | ------------------------------------------- |
| Ouistreham (bureau centralisateur) | 14488      | CU Caen la Mer   | 9,95             | 9 261 (2022)                      | 931                | modifier les données · modifier les données |
| Bénouville                         | 14060      | CU Caen la Mer   | 5,28             | 2 001 (2022)                      | 379                | modifier les données · modifier les données |
| Biéville-Beuville                  | 14068      | CU Caen la Mer   | 11,15            | 3 855 (2022)                      | 346                | modifier les données · modifier les données |
| Blainville-sur-Orne                | 14076      | CU Caen la Mer   | 7,11             | 5 991 (2022)                      | 843                | modifier les données · modifier les données |
| Cambes-en-Plaine                   | 14125      | CU Caen la Mer   | 3,25             | 1 804 (2022)                      | 555                | modifier les données · modifier les données |
| Colleville-Montgomery              | 14166      | CU Caen la Mer   | 7,74             | 2 529 (2022)                      | 327                | modifier les données · modifier les données |
| Hermanville-sur-Mer                | 14325      | CU Caen la Mer   | 8,05             | 3 263 (2022)                      | 405                | modifier les données · modifier les données |
| Lion-sur-Mer                       | 14365      | CU Caen la Mer   | 4,75             | 2 510 (2022)                      | 528                | modifier les données · modifier les données |
| Mathieu                            | 14407      | CU Caen la Mer   | 9,41             | 2 339 (2022)                      | 249                | modifier les données · modifier les données |
| Périers-sur-le-Dan                 | 14495      | CU Caen la Mer   | 2,95             | 581 (2022)                        | 197                | modifier les données · modifier les données |
| Saint-Aubin-d'Arquenay             | 14558      | CU Caen la Mer   | 3,29             | 1 119 (2022)                      | 340                | modifier les données · modifier les données |
| Canton d'Ouistreham                | 1420       |                  | 72,93            | 35 253 (2022)                     | 483                | modifier les données                        |

## Démographie

### Démographie avant 2015
| 1982   | 1990   | 1999   | 2006   | 2011   | 2012   |
| ------ | ------ | ------ | ------ | ------ | ------ |
| 15 428 | 17 515 | 20 015 | 22 617 | 23 255 | 23 216 |

### Démographie depuis 2015
En 2022, le canton comptait 35 253 habitants, en évolution de +5,43 % par rapport à 2016 (Calvados : +1,58 %, France hors Mayotte : +2,11 %).
| 2013   | 2018   | 2022   |
| ------ | ------ | ------ |
| 32 200 | 34 405 | 35 253 |